# Luciano Orquera
Luciano Orquera (Córdoba, 12 ottobre 1981) è un allenatore di rugby a 15 ed ex rugbista a 15 argentino con cittadinanza italiana, in carriera mediano d'apertura internazionale per l'Italia dal 2004 al 2015, con cui prese parte alla Coppa del Mondo di rugby 2011.

## Biografia
Luciano Orquera è nato a Córdoba in una famiglia di origine italiana.
Proveniente dal club cittadino del Palermo Bajo RC, Orquera si trasferì in Italia nel 2002, ingaggiato dal Mirano, con cui esordì in A2 contro il Leonessa disputando 26 partite e marcando 407 punti; l'ingresso nel Super 10 avvenne un anno più tardi, nelle file del Petrarca (esordio il 2 novembre 2003, avversario il Rovigo), nel quale si alternò nel ruolo di apertura con Andrea Marcato (dualismo che proseguì per qualche tempo anche in Nazionale).
Nel 2004 il C.T. John Kirwan fece esordire Orquera in azzurro contro il Canada; successivamente lo schierò da titolare in tutto il Sei Nazioni 2005.
Con l'avvento di Pierre Berbizier sulla panchina italiana Orquera non fu più convocato per circa due anni, anche se poi, in prossimità della Coppa del Mondo di rugby 2007, il tecnico francese lo preselezionò, non includendolo tuttavia nella rosa finale che prese parte alla competizione.
Nel 2005 Orquera si trasferì in Francia, dapprima nell'Auch e, a far seguito dall'aprile 2006, nel Brive; il nuovo C.T. della Nazionale Nick Mallett non lo convocò, causa infortunio, nei test di metà anno in Sudafrica e Argentina, tuttavia lo incluse in quelli di fine anno, in due dei quali fu schierato quale subentro di Andrea Marcato, e nel successivo Sei Nazioni 2009.
Dopo un periodo di infortuni tornò in occasione del Sei Nazioni 2011 e fu titolare in occasione della Coppa del Mondo di rugby 2011.
Un altro infortunio gli impedito di partecipare al Sei Nazioni 2012, ma è tornato ad essere titolare nei test match del novembre 2012.
Nel primo incontro del Sei Nazioni 2013 fu protagonista della vittoria per 23-18 contro la Francia guadagnandosi il premio di miglior giocatore in campo.
A maggio 2015 comunicò, dopo 46 presenze internazionali, il suo ritiro internazionale con conseguente indisponibilità a essere valutato per la successiva Coppa del Mondo; nella stagione successiva fu in terza divisione francese al Massy, club dei dintorni di Parigi.
Al termine del campionato, dopo avere mancato la promozione in Pro D2, si trasferì in Fédérale 2 a Nizza, città in cui gli era stata offerta un'opportunità di impiego nel ramo immobiliare.
Dopo avere raggiunto, alla fine del torneo 2017-18, la promozione in Fédérale 1, Orquera annunciò il suo ritiro definitivo dall'attività e la contemporanea presa in carico della guida tecnica del Monaco, il club del Principato.